# 実験器具の一覧
実験器具の一覧（じっけんきぐのいちらん）は、科学の実験に用いられる器具（実験器具）の一覧である。
各分類内での記載は五十音順とする。

## 一覧

### ガラス器具（である例が多いもの）
- ウォーターコレクター
- ガラス管
- 撹拌棒
- 塩化カルシウム管（乾燥管）
- 試験管
- シャーレ（ペトリ皿）
- スピッツ管
- ソックスレー抽出器
- デシケーター
- 時計皿
- ト字管
- ビーカー
- ピペット
  - 駒込ピペット
  - ビュレット
  - ディスペンサ（分注器）
  - ホールピペット
  - マイクロシリンジ
  - メスピペット
  - マイクロピペット
- ビン
  - ガス洗浄ビン（洗気ビン）
  - 吸引ビン
  - 試薬ビン（英語版）
    - スポイトビン
    - 滴瓶

  - 集気ビン
  - 洗瓶
  - ねじ口ビン（メジューム瓶・メデューム瓶）
    - スクリュー管瓶

  - 秤量ビン
  - フランビン
- 二又アダプター
- フラスコ
- 分留管
  - クーゲルロール
  - ビグリューカラム
- ホモジナイザー（英語版）
- メスシリンダー
- 冷却管
  - アリーン冷却器
  - ジムロート冷却器
  - リービッヒ冷却器
- ろうと
  - 桐山ろうと
  - 滴下ろうと
  - 分液ろうと
  - 目皿ろうと

### 磁器（である例が多いもの）
- カセロール
- 三角架
- 蒸発皿
- 乳鉢/乳棒
- ブフナーろうと（ヌッチェ）
- るつぼ

### 金属器具（である例が多いもの）
- 石綿金網（別名アスベスト金網）- 現在は使用されていない。
- セラミック金網 - アスベスト金網の代替品。
- 三脚
- スタンド

### 木製器具（である例が多いもの）
- 試験管立て
- 試験管挟み
- ろうと台

### 加熱・冷却
- アルコールランプ
- デュワー瓶
- ブンゼンバーナー
- マントルヒーター（英語版）

### 減圧・加圧
- エバポレーター
- ジャーファーメンター
- 真空ポンプ
  - アスピレーター
- ボンベ
- オートクレーブ

### 計量
- 天秤ばかり
  - 上皿天秤
  - 電子天秤

### 計測機器
- オシロスコープ
- 気体検知管

### 分析化学
- pH試験紙
- ガスクロマトグラフィー
- カラムクロマトグラフィー
  - 高速液体クロマトグラフィー

### 光学
- 回折格子
- 鏡
- キュベット
- ビームスプリッター（ハーフミラー）
- プリズム
- 偏光フィルター
- レーザー
- レンズ

### 素粒子物理学
- 泡箱
- 加速器
- 霧箱
- クルックス管

### 電磁気学
- コイル
- 砂鉄
- 磁石
- ファラデーカップ

### 熱力学
- 花粉（ブラウン運動）
- ラジオメーター

### 力学
- 音叉
- 滑車
- てこ
- ばね
- 振り子

## 補助的器具
- 安全ピペッター
- 柄付き針
- 金網
- コンラージ棒
- 白金耳
- ピンセット
- 沸騰石
- マグネチックスターラー
- 攪拌子
- 薬さじ

### その他
- 顕微鏡
- ドラフトチャンバー
- プレパラート